# Conflito Hatfield-McCoy
O conflito Hatfield-McCoy envolveu duas famílias na divisa dos estados norte-americanos de Virgínia Ocidental e Kentucky, na região do rio Tug, na bacia do Big Sandy. O mortal confronto entre as famílias Hatfield e McCoy se tornou parte do folclore dos Estados Unidos, como um símbolo de honra, justiça e vingança sendo levadas até as últimas consequências.
Randolph "Randall" McCoy, patriarca de sua família, era neto de um imigrante irlandês (que também tinha descendência escocesa) chamado William McCoy. Eles eram assentados no estado de Kentucky, perto do rio Tug. Já os Hatfields, liderados por William Anderson "Devil Anse" Hatfield (descendentes de ingleses, suecos, escoceses e irlandeses), eram originários da Virgínia Ocidental. 
A maioria dos Hatfields, que viviam no Condado de Mingo, na Virgínia Ocidental, lutaram pelos Confederados durante a Guerra Civil Americana; muitos McCoys, que viviam no Condado de Pike, no Kentucky, também lutaram pela Confederação, com a exceção de Asa Harmon McCoy, que lutou pela União. De fato, a primeira morte do conflito Hatfield-McCoy começou quando Asa Harmon retornou da guerra e foi morto por simpatizantes da causa confederada. Devil Anse Hatfield foi inicialmente suspeito pelo assassinato, mas depois foi descoberto que ele tinha um álibi. Seu tio, Jim Vance, foi o provável autor do crime. Logo em seguida, no meio dessa crescente animosidade, questões de disputas de terras e patrimônio levou a mais mortes e a escalada da violência entre as famílias, que deixou pelo menos quinze pessoas mortas.

## A disputa
Os Hatfields, originários da Virgínia Ocidental, eram mais ricos que os McCoys (que viviam no Kentucky, próximo a fronteira) e politicamente mais bem conectados. A operação de exploração madeireira de Devil Anse era uma boa fonte de riqueza para a sua família, enquanto os McCoys eram originalmente uma família de classe média-baixa. Randolph McCoy tinha uma fazenda de 300 acres. Ambas as famílias também estavam envolvidas na fabricação e venda de moonshine ilegal, uma mercadoria popular na época.
Em 20 de outubro de 1863, Asa Harmon McCoy se juntou ao Exército da União, no 45º regimento de infantaria do Kentucky. De acordo com sua folha de serviço, ele foi "capturado por rebeldes" em 5 de setembro de 1863, sendo libertado cinco meses depois para um hospital da União em Maryland. No momento de sua captura, ele estava se recuperando de um ferimento no peito causado por um tiro. No começo da Guerra Civil Americana, ele se juntou a uma unidade local do Condado de Pike, sob comando de Uriah Runyon e acredita-se que Asa sofreu aquele ferimento enquanto servia nesta unidade. William Francis também se juntou a guarda local do Condado de Pike, em 1862, e um grupo de seus homens atirou contra Mose Christian Cline, um amigo de Devil Anse Hatfield (o patriarca da família Hatfield). Apesar de Cline ter sobrevivido ao ataque, Anse Hatfield jurou retaliação pelo ocorrido. Em algum período em 1863, um grupo de soldados confederados emboscou e matou William Francis enquanto ele deixava sua casa, e Anse Hatfield tomou crédito por isso. Uriah Runyon mais tarde se juntou as tropas da União, no 39º regimento de infantaria do Kentucky, e foi morto em 7 de maio de 1864 no condado de Pike, Kentucky. Sua folha de serviço afirma que ele foi "morto por rebeldes". Em 6 de maio de 1864, Asa Harmon McCoy foi reportado como estando no hospital Lexington, sofrendo de uma fratura na perna. Em dezembro de 1864, o 45º regimento de infantaria de Kentucky começou a dispensar suas unidades. A Companhia E de Asa Harmon foi dispensada em 24 de dezembro de 1864 em Ashland, Kentucky. Ele foi morto em sua casa, em 7 de janeiro de 1865, apenas treze dias após ser dispensado do Exército da União. Um grupo de guerrilheiros confederados assumiu a responsabilidade pela morte de Harmon McCoy e na pensão da esposa dele diz que seu marido foi "morto por rebeldes". Não existem registros de sua morte e nenhum mandado foi emitido em conexão com seu assassinato. A família McCoy apontou para James "Jim" Vance, um tio de Anse Hatfield e membro da Milícia de Virgínia Ocidental, como o culpado.

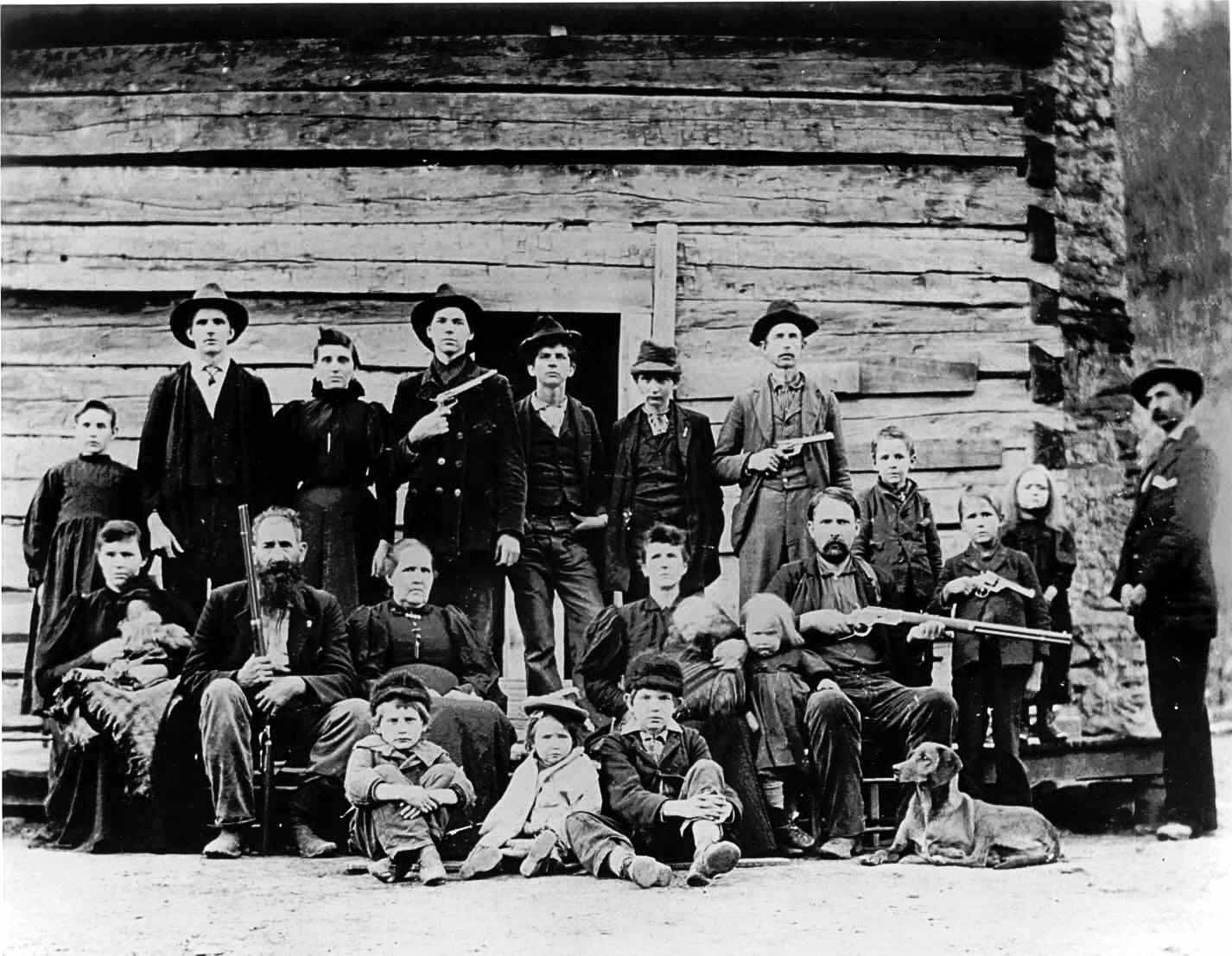
O Clã dos Hatfield, em 1897. Devil Anse Hatfield, patriarca da família, pode ser visto, de barba, sentado com sua arma, entre duas mulheres (da esquerda para direita).

O segundo caso de violência reportada entre as famílias Hatfield e McCoy aconteceu treze anos depois, em 1878, após a disputa pela propriedade de um suíno: Floyd Hatfield, um primo de Devil Anse, tinha um porco, mas Randolph "Randall" McCoy (patriarca da família McCoy) afirmou ser seu real dono, dizendo que as marcas atrás dos ouvidos do animal mostravam que ele era dos McCoy. A questão foi levada para um juiz de paz local, Anderson "Preacher Anse" Hatfield, que julgou em favor dos Hatfields após o testemunho de Bill Staton, um parente de ambas as famílias. Em junho de 1880, Staton foi morto por dois irmãos McCoy, Sam e Paris, que foram mais tarde inocentados do assassinato alegando legítima defesa.
O conflito aumentou após Roseanna McCoy começar um relacionamento com Johnson Hatfield (conhecido como "Johnse" ou "Jonce"), filho de Devil Anse. Roseanna abandonou sua família e foi morar com os Hatfield em Virgínia Ocidental. A garota eventualmente retornaria aos McCoys, mas quando o casal tentou reatar, Johnse Hatfield foi preso pelos McCoys por violar a lei de Kentucky sobre transporte de bebidas. Ele foi liberto dos McCoy quando Roseanna foi alertar Devil Anse, que cavalgou com um grupo até onde ele estava encarcerado. O grupo de Hatfield cercou os McCoys e recuperou Johnse de volta para a Virgínia Ocidental antes dele ser levado para Pikeville, Kentucky. Johnse Hatfield eventualmente abandonaria a grávida Roseanna e se casaria, em 1881, com a prima dela, Nancy McCoy.
A disputa entre as famílias continuou em 1882, quando Ellison Hatfield, irmão de Devil Anse, foi morto por três irmãos de Roseanna McCoy (Tolbert, Pharmer e Bud). Durante um dia de eleição em Kentucky, os três rapazes McCoy iniciaram uma luta contra o embriagado Ellison e o irmão dele; Ellison foi esfaqueado 26 vezes e depois acabou baleado. Os irmãos McCoy foram presos por policiais e foram levados a Pikeville para julgamento. Secretamente, Devil Anse Hatfield organizou um grande grupo de seguidores e partiu para interceptar aqueles homens da lei que levavam os prisioneiros McCoy antes deles terem chegado a Pikeville. Os presos foram levados a força para a Virgínia Ocidental. Quando Ellison Hatfield morreu devido aos seus ferimentos, os três irmãos McCoy foram mortos pelos Hatfields. Eles foram amarrados a árvores e assassinados com mais de 50 tiros.
Embora os Hatfields e a maioria dos habitantes da região acreditarem que a vingança havia sido saciada, cerca de vinte homens, incluindo Devil Anse, foram acusados formalmente de assassinato. Todos os Hatfields evitaram a captura; isso enraiveceu a família McCoy, que levou sua causa ao advogado Perry Cline, que era casado com Martha McCoy. Historiadores acreditam que Cline usou suas conexões políticas para restabelecer as acusações e colocou recompensas na cabeça dos Hatfields como um ato de vingança. Alguns anos antes, Cline havia perdido um processo contra Devil Anse sobre a disputa de vários acres de terras, o que tinha aumentado ainda mais o ódio entre as famílias. Em 1886, Jeff McCoy matou um carteiro chamado Fred Wolford e o homem responsável por persegui-lo era um policial chamado Cap Hatfield. Cap e um amigo, chamado Tom Wallace, atiraram nele perto do rio Tug. Wallace foi mais tarde morto na primavera de 1887.
A disputa entre as duas famílias chegou ao ápice no "Massacre da Noite de Ano Novo" de 1888. Cap Hatfield e Jim Vance lideraram um grupo de vários Hatfields para cercar a cabine dos McCoy e abriram fogo enquanto a família ainda dormia lá dentro. A cabine acabou pegando fogo no esforço de atrair Randolph McCoy para fora. Ele, contudo, escapou correndo pela floresta, mas dois de seus filhos foram mortos e sua esposa foi espancada e quase faleceu. Com sua casa queimando, Randolph e os remanescentes de sua família fugiram, mas seus filhos pequenos sofreram com congelamento. O restante dos McCoys se mudaram para Pikeville para fugir dos ataques dos Hatfields na Virgínia Ocidental.

### Batalha de Grapevine Creek
Entre 1880 e 1891, uma dúzia de pessoas já tinham morrido e outras dez ficaram feridas nas disputas entre as famílias Hatfield e McCoy. Em uma ocasião, os governadores da Virgínia Ocidental e Kentucky chegaram a ameaçar mandar as suas milícias estaduais para invadir as fazendas de ambas as famílias. De fato, o governador do Kentucky, Simon Bolivar Buckner, enviou seu ajudante Sam Hill para o Condado de Pike para investigar a situação.
Alguns dias após o Massacre da Noite de Ano Novo de 1888, um grupo, liderado pelo vice-xerife Frank Philipps, do condado de Pike, começou uma caçada para encontrar o bando de Devil Anse Hatfield na fronteira da Virgínia Ocidental. A primeira vítima foi Jim Vance, um parente da família Hatfield, que resistiu a prisão e foi morto. Philipps conseguiu fazer outras batidas bem sucedidas contra casas de Hatfields e apoiadores deles, capturando muitos e matando três deles. Em 24 de agosto de 1888, oito dos Hatfields e seus amigos foram indiciados pelo assassinato da jovem filha de Randolph, Alifair McCoy (às vezes soletrada Allaphare), que foi morta durante o Massacre de Ano Novo. Eles incluíam Cap, Johnse, Robert e Elliot Hatfield, Ellison Mounts, French Ellis, Charles Gillespie e Thomas Chambers. Valentine "Wall" Hatfield também foi preso por sua participação no massacre.
Em janeiro de 1889, Philipps descobriu onde os Hatfields estavam e reuniu seu bando para ataca-los em Grapevine Creek. Infelizmente para Philipps, Anse e outros Hatfields estavam esperando por eles com um grupo armado próprio. Uma batalha aconteceu entre as duas partes e os Hatfields acabaram abandonando o campo, mas vários foram presos. Um assistente de delegado a serviço de Devil Anse, Bill Dempsey, foi ferido no tiroteio e executado por Frank Philipps após se render.

### Julgamentos
Devido as questões do devido processo legal e extradição ilegal, a Suprema Corte dos Estados Unidos se envolveu (Mahon v. Justice, 127 U.S. 700 de 1888). A Suprema Corte julgou, por 7 votos a favor e 2 contra, em favor do Kentucky, afirmando que, mesmo que os presos tenham sido levados ilegalmente para outro estado, ao invés de uma extradição legal, nenhuma lei federal proibia eles de serem julgados. Eventualmente, os Hatfield acabaram sendo mesmo julgados no Kentucky e foram considerados culpados. Sete receberam a pena de prisão perpétua enquanto um oitavo, Ellison "Cottontop" Mounts, foi enforcado. Milhares foram assistir esta execução em Pikeville. Naquela altura, a disputa entre as famílias já havia chamado a atenção da mídia americana como um todo.
- Valentine "Uncle Wall" Hatfield, irmão mais velho de Devil Anse, estava entre os condenados, falecendo na cadeia de causas desconhecidas. Ele pediu para seus familiares para ajuda-lo a sair da prisão mas nenhum veio com medo de que se pisassem no Kentucky poderiam ser presos. Wall foi enterrado no cemitério da cadeia.
- Pliant Mahon, genro de Valentine, serviu quatorze anos antes de ser sair livre.
- Doc D. Mahon, genro de Valentine e irmão de Pliant, também serviu quatorze anos na cadeia antes de ser solto.

Após o julgamento e enforcamento de um dos Hatfield, a disputa entre as famílias diminuiu de intensidade drasticamente. Houve vários outros julgamentos entre 1888 e 1901. O último julgamento da disputa acabou com Johnse Hatfield sendo condenado.

## Acontecimentos posteriores

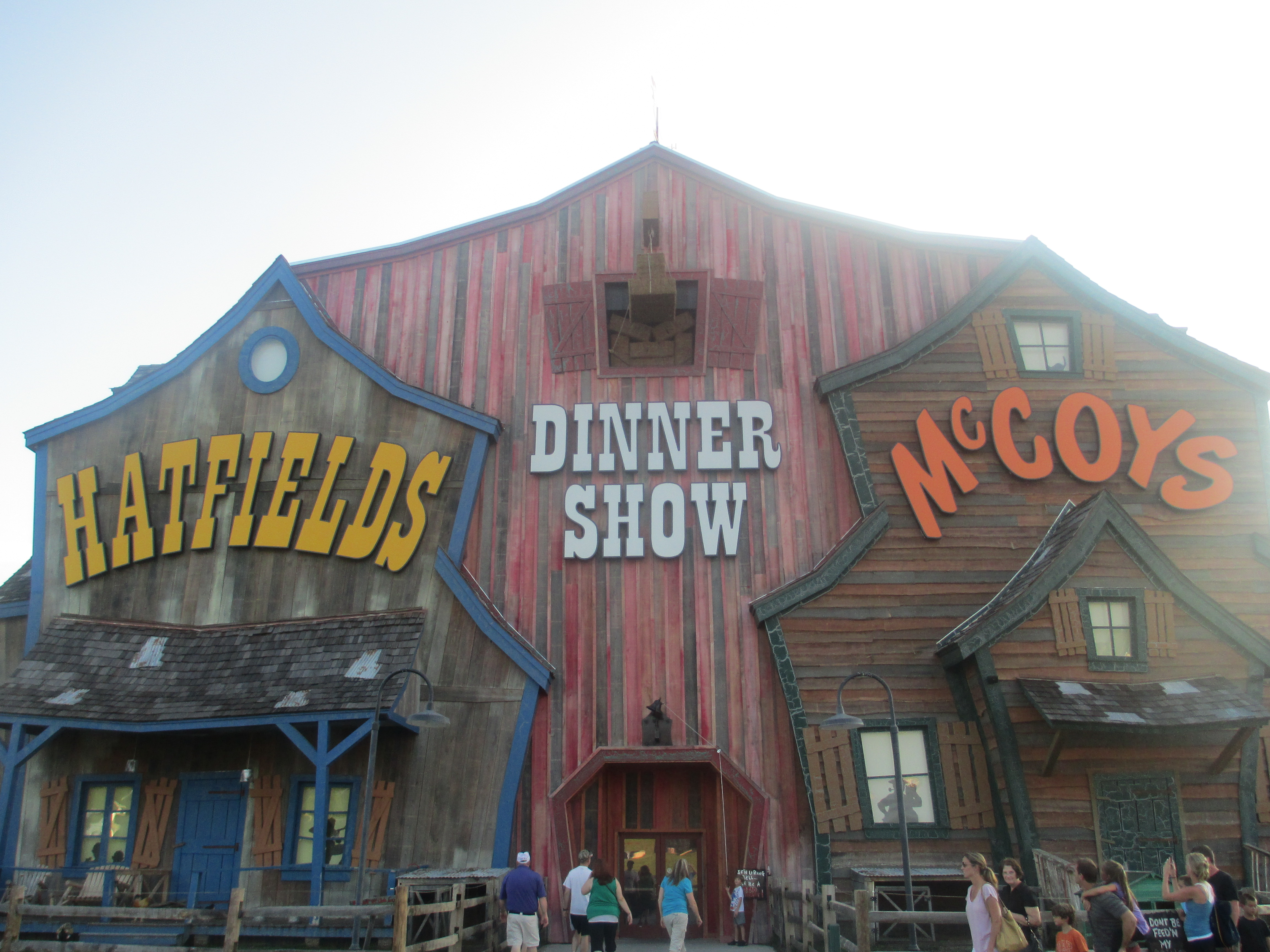
Um restaurante chamado Hatfield-McCoy, em Pigeon Forge, Tennessee. Lá dentro acontecem shows de comédia e musicais relembrando a disputa entre as duas famílias.

William Anderson "Devil Anse" Hatfield, o patriarca de sua família e principal instigador do conflito, veio a falecer em 6 de janeiro de 1921, no Condado de Logan, em Virgínia Ocidental, aos 81 anos de idade, vítima de uma pneumonia. Já Randolph "Randall" McCoy, chefe da família McCoy, permaneceu em Pikeville, Kentucky, onde acabaria morrendo em sua casa durante um incêndio acidental, em 28 de março de 1914, aos 88 anos. Segundo parentes próximos, Randall, abalado pela morte de cinco filhos na disputa, viveu o resto da vida em tristeza e solidão.
Inesperado tanto para os Hatfield quanto para os McCoys, foi a atenção midiática trazida pela disputa entre as famílias. Os confrontos ficaram famosos e rapidamente se tornaram parte do folclore dos Estados Unidos. Várias peças teatrais, de literatura, filmes e outros tipos de entretenimento representando o conflito Hatfield-McCoy se tornaram populares. Até os dias atuais, milhares de turistas visitam anualmente a fronteira entre a Virgínia Ocidental e Kentucky para frequentar os lugares onde aconteceram os principais desenvolvimentos da disputa entre as famílias.
A animosidade entre as famílias não durou muito tempo após a morte dos patriarcas. Em 1979, membros das duas famílias se encontraram em um programa televisivo de entretenimento chamado Family Feud. Ainda assim, em 2002, Bo e Ron McCoy entraram com uma ação judicial para tornar público o acesso ao cemitério McCoy (onde seis de seus parentes, incluindo cinco que morreram no conflito, estavam enterrados). John Vance, descendente da família Hatfield, era o dono do cemitério na ocasião.
Em 14 de junho de 2003, representantes das duas famílias se reuniram em Pikeville e declararam formalmente o fim da disputa Hatfield-McCoy. O gesto foi puramente cerimonial, já que as famílias já não trocavam farpas fazia décadas. Um "tratado" foi assinado por mais de sessenta descendentes dos protagonistas do conflito. Eles afirmaram que o principal objetivo da cerimônia era demonstrar aos Estados Unidos e ao mundo que tais disputas podiam ser resolvidas pacificamente e que os americanos deveriam permanecer unidos. Os governadores do Kentucky, Paul E. Patton, e da Virgínia Ocidental, Bob Wise, proclamaram a data "14 de junho" como o Dia da Reconciliação Hatfield-McCoy.
Na região onde os conflitos aconteceram, festivais e cerimônias com músicas, festas e outras atrações acontecem anualmente.